# Glomeris sublimbata
Glomeris sublimbata är en mångfotingart som beskrevs av Lucas. Glomeris sublimbata ingår i släktet Glomeris och familjen klotdubbelfotingar. Inga underarter finns listade i Catalogue of Life.